# Armando Salvietti
Armando Salvietti (ur. 10 stycznia 1955) – boliwijski strzelec.

## Kariera
Startował w Letnich Igrzyskach Olimpijskich 1972, w trakcie tych zmagań zajął 36. miejsce w konkurencji trapu i 60. miejsce w konkurencji skeetu.